# Накко, Ольга Егоровна
Ольга Егоровна Накко до замужества — Гурцова (1840, Одесса — 1919, там же) — русская писательница, литературный критик, педагог.

## Биография
Родилась в семье надворного советника Георгия Александровича Гурцова. Училась в Одесской женской гимназии (1854—1857), затем в г. Вознесенске (куда её семья переселилась в связи с Крымской войной). Вышла замуж за бессарабского помещика А. К. Накко (1832—1915), автора первой «Истории Бессарабии с древнейших времён».
Переселилась в Бессарабию в имение супруга. В 1870-е годы занималась некоторое время изучением гелиоминиатюры и даже прошла курс в Варшавской женской школе ремёсел; после поездки в Париж для усовершенствования в этой области выпустила «Руководство для изучения гелиоминиатюры, самое полное и подробное» (Одесса, 1882).
Много лет работала учительницей на юге Бессарабии, была директором женского народного училища в городе Вилково.

## Творчество
Литературной деятельностью начала заниматься довольно поздно. Первая публикация — рассказ из молдавской жизни «Волк» («Бессарабский вестник», 1889, No 7, 8, 11, 19, 21). В 1890-е годы печатала очерки, новеллы, критические статьи в «Новороссийском телеграфе», «Одесском вестнике», «Одесском листке» и др., сотрудничала с «Бессарабским вестником», где опубликовала более двадцати рассказов и очерков, в том числе «Сказка про Максима Платоновича», «Папаруда», «Кир Христо и Кир Янаки», «Проклятое место».
Её произведения появлялись и в коллективных изданиях: «Мальвина (Из варшавской жизни)», «Дни молодости» — о пребывании А. С. Пушкина в Молдавии, опубликован в «Пушкинском сборнике» петербургских литераторов (1899). Её очерк «Пушкин в Кишинёве», был помещен в «Пушкинском юбилейном сборнике» (СПб. 1899) и др.
Автор четырёх сборников, вышедших в Одессе в 1900—1913 годах: «Бессарабские очерки и рассказы» (1900), «Рассказы» (1912), «Бессарабские очерки и рассказы. Сцены из жизни голодавших поселян», «Бессарабские очерки и рассказы (Баймачаны)» (оба 1913). Опубликовала несколько произведений о жизни молдавской деревни в её прошлом и настоящем («Пасхальная ночь в Дануцанском бараке», «Норок», «В тисках нужды»), рассказы из современной жизни («Кто он?», «Тася», «Проект-мечта», «Двойка»), исторического прошлого России и автобиографических зарисовок. К последним относится очерк «В Ясной Поляне» (сборник 1912) — о встрече с Л. Н. Толстым. Газета «Тифлисский листок» за 28 августа 1903 г. писала: «Г-жа Ольга Накко, поселившаяся на время в селе Ясная Поляна, рассказывает в „Одесском листке“, что 21 июля её посетил граф Л. Н. Толстой». Великий писатель расспрашивал её о Бессарабии, о Вилкове, о службе народной учительницы, на которой она состояла 14 лет. Город Вилково, как один из центров старообрядчества в России того времени, вызывал у Толстого повышенный интерес.
В советское время, несмотря на то, что была издана её книга, она не попала в число «народных писателей». Причина указана в предисловии книги, изданной в Кишинёве: «Над Ольгой Накко тяготел груз буржуазной идеологии, буржуазного либерализма, она стояла в стороне от крупнейших событий общественно-политической жизни страны».